# Danny der Kater
Danny der Kater ist ein US-amerikanischer Animationsfilm von Mark Dindal, der am 26. März 1997 seine Premiere feierte.

## Handlung
Vom Elend zum Erfolg ist dies die Geschichte von Danny, einer talentierten Katze, deren Traum es ist, ein Star der Show zu werden, und die sieht, wie sein Ziel wegfällt, als er entdeckt, dass nur Menschen in Hollywood gute Rollen bekommen. Auf der großen Leinwand bellen, miauen oder muhen Tiere, aber Katzen tanzen nicht. Mit Hilfe seines neuen Freundes, des lustigen Nilpferds Tillie, des charmanten, aber zynischen Kätzchens Sawyer und des liebenswerten Pinguins Pudge, gelobt Danny, alle tierischen Barrieren zu durchbrechen und zu beweisen, dass Träume wahr werden können.

## Produktion
Der Film wurde 1993 als Vehikel für Michael Jackson ins Leben gerufen, der Musik, Choreografie produzieren, spielen und beraten sollte. Es wäre ein hybrider Live-Action / CGI-Film gewesen. Bis 1994 war Jackson nicht mehr an dem Film beteiligt. In seinen früheren Stadien befasste sich der Film mit weniger anthropomorphen streunenden Katzen, die zwischen den Sets und Studio-Backlots leben. Zu einem bestimmten Zeitpunkt komponierten David Shire und Richard Maltby Jr. Songs für den Film, bevor Randy Newman eingestellt wurde.

## Veröffentlichung
New Line Cinema, zu dieser Zeit eine Schwesterfirma von Turner Feature Animation, zeigte Interesse am Vertrieb des Films. Als Turner Broadcasting 1996 mit Time Warner fusionierte, gelangte der Film in die Hände von Warner Bros. Pullet Surprise, einem neu produzierten Looney Tunes-Kurzfilm mit Foghorn Leghorn, der dem Original-Kinostart und „The Big Sister“ vorausging. , ein Dexter-Labor Was für ein Cartoon! Kurz, folgte der Film in seiner ursprünglichen Heimvideo-Veröffentlichung.

## Synchronisation
| Rolle         | Englische Sprecher | Deutsche Sprecher |
| ------------- | ------------------ | ----------------- |
| Danny         | Scott Bakula       | Oliver Feld       |
| Sawyer        | Jasmine Guy        | Franziska Pigulla |
| Peabo         | Matthew Herried    |                   |
| Busfahrer     | David Johansen     | Kaspar Eichel     |
| Darla Dimple  | Ashley Peldon      | Denise Gorzelanny |
| Farley Wink   | Frank Welker       | Wilfried Herbst   |
| Flanigan      | Rene Auberjonois   | Santiago Ziesmer  |
| Frances       | Betty Lou Gerson   | Marianne Lutz     |
| L.B. Mammut   | George Kennedy     | Horst Lampe       |
| Max           | Mark Dindal        | Tilo Schmitz      |
| T.W. Turtle   | Don Knotts         | Hasso Zorn        |
| Woolie Mammut | John Rhys-Davies   | Gerd Holtenau     |
| Erzähler      | Rene Auberjonois   | Norbert Gescher   |